# 等化子
数学における等化子（とうかし、英: equalizer, equaliser）は、与えられた複数の写像に対してそれらの値が等しくなるような引数全体の成す集合を言う。従って各等化子は特定の形の方程式の解集合として得られる。特定の文脈では、ちょうど二つの写像の等化子を、それら写像の差核 (difference kernel) と呼ぶ。

## 定義
集合 X, Y と二つの写像 f, g: X → Y に対し、f と g との等化子（ここでは Eq(f, g) と書く）とは、Y において f(x) = g(x) が成り立つような x ∈ X 全体の成す集合、記号で書けば 
{\displaystyle \operatorname {Eq} (f,g):=\{x\in X\mid f(x)=g(x)\}}
を言う。等化子を表す記号は文脈によって違いうるが、例えば情報理論の文脈ではふつう {f = g} という記法が用いられる。
上記定義においては f, g 二つの写像しか用いていないが、二つと限らず、さらに言えば有限個と限らず無数の写像に対してそれらの等化子を定義することができる。一般に、X から Y への写像からなる任意の集合 ℱ に対し、ℱ のどの二元 f, g に対しても Y において f(x) = g(x) が成り立つような x ∈ X 全体の成す集合
{\displaystyle \operatorname {Eq} ({\mathcal {F}}):=\{x\in X\mid \forall f,g\in {\mathcal {F}},\,f(x)=g(x)\}}
を ℱ（に属する元たち）の等化子と呼ぶ。これは ℱ = {f, g, h, …} のような集合であるときには Eq(f, g, h, …) のように書くこともできる。情報理論の文脈では {f = g = h = …} のようにも書かれる。
この一般化した定義において ℱ が単元集合 {f} に退化した場合を考えると、f(x) は常に自分自身と等しいから、その等化子は Eq({f}) = X となる。さらに退化して ℱ が空集合 ∅ のときは、定義における普遍量化は自明な意味で真となるから、やはり定義域全体 Eq(∅) = X となる。

## 差核
二変数の等化子（つまり、ちょうど二つの写像の等化子）は差核とも呼ばれ、DiffKer(f,g), Ker(f,g), Ker(f − g) などのようにも書かれる。最後の記法は「f, g の差核とは単に差 f − g の核のことである」ことによるもので、この用語の由来でもあり、これが抽象代数学の文脈で後半に現れる理由を説明するものである。さらに言えば、単一の写像 f に対する核は、零写像すなわち値 0 の定値写像との差核 Eq(f, 0) として定式化しなおすことができる。
もちろんこれらの議論は写像の核が 0 の逆像となっているような代数学的な文脈でのことであって、どんな場合にも成り立つというわけではないが、「差核」という用語法に他意はない。

## 圏論における等化子
等化子は普遍性によって定義することもできるので、集合の圏から任意の圏に一般化することができる。この一般の文脈において、X, Y は想定する圏の対象であり、f, g: X → Y はその圏の射である。等化子は単に、これら対象と射からなる特定の図式の極限として定義される。

より明示的に書けば、等化子は適当な対象 E と射 eq: E → X で f ∘ eq = g ∘ eq を満たすものの組 (E, eq) であって、普遍性「任意に対象 O と射 m: O → X の組 (O, m) で f ∘ m = g ∘ m を満たすものが与えられたとき、射 u: O → E で図式 
 を可換にする（すなわち eq ∘ u = m を満たす）ものが一意的に存在する」を満足するものを言う。射 m: O → X は f ∘ m = g ∘ m を満たすとき、f と g を等化する (equalise) という。
差核が用いられる圏を含む任意の普遍代数学的圏において、集合の圏のとき同様に、対象 E は常に通常の集合としての等化子として取ることができ、この場合の射 eq は X の部分集合としての E に関する包含写像として取ることができる。
この圏論的な定義は二つより多くの射に関するものへ直接的に一般化することができる（単に上記の図式と同様の、複数の射を含むより大きな図式を用いればよい）。退化して一つの射しかない場合も同様で、eq は対象 E から X への任意の同型射として取れる。一方、退化して射が一つもない場合に対する正確な図式は少々微妙である。普通に対象 X, Y からなり射を持たない図式を書くと、この図式の極限は等化子ではなく X と Y の積となる（そして実際に、例えば集合論的に定義した積と上述の如く集合論的に定義した等化子とは一致しないので、積と等化子とは相異なる概念である）から、この図式は等化子に対するものとしては正しくない。そうではなく、Y は図式に現れる射の余域に過ぎないのであるから、任意の等化子図式は基本的に X に注目するのが適切なのである。このように見るとき、図式に射がないならば Y も図式に現れず、等化子図式は X のみからなり、そしてこの図式の極限は E と X の間の任意の同型射となる。
任意の圏において任意の等化子が単型射（圏論的単射）であることが示せる。この逆が与えられた圏において成り立つならば、その圏は（単型射の意味において）正則 (regular) であるという。より一般に、任意の圏における正則単型射とは、適当な射集合の等化子と一致するような任意の射 m のことを言う。より狭義に、二項の等化子（つまりちょうど二つの射の等化子）に限って正則と呼ぶ文献もあるが、考えている圏が完備ならば両者の定義は一致する。
差核の概念も圏論的文脈において意味を成し、任意の二項等化子に対して「差核」と呼ぶ用語法は圏論全体を通じて広く用いられる。前加法圏（つまりアーベル群の圏で豊饒化された圏）の場合には射の差が意味を持つから、「差核」という用語は文字通り差の（圏論的な）核 Eq(f, g) = Ker(f - g) として解釈することができる。
ファイバー積 (引き戻し) と積を持つ任意の圏は等化子を持つ。

## 性質
- X を位相空間、Y をハウスドルフ空間、f, g: X → Y を連続写像とするとき、イコライザ Eq(f, g) は X の閉集合である。

## 注
1. ↑  Barr, Michael; Wells, Charles (1998) (PDF). Category theory for computing science. p. 266 2013年7月20日閲覧。